# Lori Nix
Lori Nix (* 1969) je americká fotografka známá svými fotografiemi ručně vyráběných dioramat.

## Mládí
Lori Nix se narodila v Nortonu v Kansasu v roce 1969. V roce 1993 promovala na Trumanské státní univerzitě. Studovala fotografii na postgraduální úrovni na Ohio University a v roce 1999 se přestěhovala do Brooklynu v New Yorku, kde žije a pracuje téměř 20 let.

## Umělecká praxe
Nix se považuje za „fotografku imitovaných krajin“ a její práce je ovlivněna extrémním počasím a katastrofálními filmy. Pracuje bez digitální manipulace, jen pomocí miniatur a modelů vytváří surrealistické scény a krajiny, buduje dioramata ve velikosti od 20 palců až šest stop v průměru. Stavba trvá několik měsíců a fotografování dva až tři týdny. Po mnoho let používala Nix velkoformátovou 8 × 10 palcovou fotografickou kameru, ale v roce 2015 začala fotografovat svá dioramata digitálním fotoaparátem. Nix spolupracuje s Kathleen Gerberovou, školenou sklářskou umělkyní, která většinu scenérie staví ručně od nuly a používá „pěnu a lepidlo a barvy a cokoli je po ruce“. Po zhotovení konečné fotografie Nix rozebere diorama na kousky a zničí je.

## Velké projekty

### Fotografování
- Empire, 2015–2018. Tato série se zabývá především vnějšími prostory městských struktur a krajiny.Detailní fotografie ukazují případ moderní říše po nevysvětlitelné katastrofě: opuštěná místa a polorozpadlé architektury, které pomalu a znovu obydluje flóra a fauna.[12][13]
- The City (Město), 2005–2013. Postapokalyptická vize, ve které Nix zkoumá, jaké by to bylo být jedním z posledních zbývajících lidí žijících ve městě a představovat si vnitřní městské scény.[14]
- Lost (Ztracen), 2003–2004. Nix „vyvrací tradice krajinářské fotografie, aby vytvořila svůj vlastní vtipný temný svět“ a zkoumá pocity izolace a osamělosti.[15]
- Some Other Place, 2000–2002. Realizováno poté, co se Nix v roce 1999 přestěhovala do New Yorku. Na snímcích jsou krajiny, městské parky nebo divočina.[5][16]
- Unnatural History (Nepřirozená historie), 2009. Série malých dioramatických místností v imaginárních muzeích, částečně inspirovaných americkým přírodovědným muzeem v New Yorku.[17][18]
- Accidentally Kansas, 1998–2000. Tornáda, záplavy, zamoření hmyzem a další bizarní události, které se objevily během jejího dětství na americkém Středozápadě.[19]

### Video
- A City Severed, 2012. Krátký film, který se inspiruje nepokoji v New Yorku v roce 1863 v miniaturní podobě, vytvořený pomocí Four Story Treehouse.
- The Story of Sushi, 2012. Krátký film o udržitelném sushi v miniaturním provedení, produkovaný ve filmu Four Story Treehouse.

## Publikace
- Contact Sheet 117: The Light Work Annual. Light Work, 2002.
- Contact Sheet 119 Lori Nix: Waiting to Happen, Light Work. Light Work, 2002
- Lori Nix: The City. Decode Books, 2013. With an essay by Barbara Pollack.
- Lori Nix. The Power of Nature. Wienand, 2015. ISBN 978-3-86832-274-3.

## Samostatné výstavy
- 2018: Empire, Galerie Klüser.[20]
- 2017: Empire, ClampArt.[21]
- 2016: Lori Nix: The City, Nerman Museum of Contemporary Art, Kansas.[22]
- 2016: Lost, Galerie Klüser, Munich.[23]
- 2015: The Power of Nature, Museum Schloss Moyland, Bedburg-Hau.[24]
- 2015: Imagined Worlds, Large and Small, Hillstrom Museum of Art, Gustavus Adolphus College.[25]
- 2014: The City, Galerie Klüser.[26]
- 2013: The City, G. Gibson Gallery.[27]
- 2013: More Photographs From The City, ClampArt.[28]
- 2013: Unnatural History, Drexel University's Art of Science Gallery.[29]
- 2012: The City, Bau-Xi Gallery, West Toronto, ON, Canada.[30]
- 2012: The City, Museum of Art, University of Maine, Bangor, Maine.[31]
- 2012: The City, Hamilton Gallery, Salve Regina University, Newport, Rhode Island.[32]
- 2011: Unnatural History and The City, CEPA Gallery, Rochester, New York.[33]
- 2011: The City, Catherine Edelman Gallery.[34]
- 2011: The City, Flippo Gallery, Randolph-Macon College, Ashland, Virginia.[35]
- 2010: The City, ClampArt.[36]

## Sbírky
- Smithsonian American Art Museum, Washington, DC.[1]
- Museum of Fine Arts, Houston, Texas.[37]
- George Eastman House, Rochester, New York.
- Spencer Museum of Art, University of Kansas, Lawrence, Kansas.

## Ocenění
- 2014: Guggenheim Fellowship in the US & Canada Competition for Creative Arts - Photography.[38]